# Richard Ramírez
Ricardo Leyva Muñoz Ramírez, també conegut com a Richard Ramírez o pel sobrenom de Night Stalker ('El rondaire nocturn') (El Paso, 29 de febrer de 1960 - Greenbrae, Califòrnia, 7 de juny de 2013)  va ser un assassí en sèrie estatunidenc que va matar 14 persones a la ciutat de Los Angeles entre els anys 1984 i 1985.

## Primers anys
Richard va néixer en un matrimoni bastant conflictiu i disfuncional. El seu pare, era summament violent amb tots els seus fills, als qui propinava sengles pallisses, especialment al propi Ramírez. La seva adolescència va estar marcada per dos esdeveniments crucials en la seva vida: el primer esdeveniment involucrava el seu cosí, un excombatent de la Guerra del Vietnam anomenat Mike, el qual, amb orgull, li ensenyava a Richard nombroses fotografies en què sortia ell cometent crims de lesa humanitat, abusant o torturant dones. El segon esdeveniment traumàtic en la seva vida va ser l'haver presenciat com el seu cosí va assassinar la seva dona amb un tret d'escopeta a sang freda. Part de la sang de la dona va esquitxar la cara.

## Biografia
Ramírez tenia 24 anys quan va començar els seus assassinats en sèrie.
Com la majoria dels assassins en sèrie, Ramírez va ser en la seva adolescència un noi problemàtic: als 9 anys va començar a robar i més tard a consumir drogues a Texas, el seu estat natal. Un cop a Los Angeles, comença a assassinar sense pautes concretes, la qual cosa feia més difícil la seva detenció: matava persones sense importar sexe, raça, edat o condició. Les armes utilitzades anaven des d'un bat de beisbol a un punyal, passant per diversos tipus de pistoles.
El seu modus operandi també oscil·lava, ja que podia assassinar d'una manera organitzada sense deixar pista o matar sense cap cura creient-se emparat per Satanàs, dibuixant signes satànics en les parets, menjant a casa de les seves víctimes, robant-los els diners que portaven a sobre o deixant les armes homicides al lloc del crim.
El seu joc preferit era sortir de cacera, acompanyat per un walkman en el qual escoltava AC/DC, el seu grup preferit. Al principi, només donava cops i violava, deixant fins i tot la majoria de les seves víctimes amb vida, però després es va fer més sàdic, com per exemple, matava als esposos i violava a les dones i després les matava (amb excepció de dos casos).
Ramírez va ser capturat gràcies a la seva última víctima, la qual va sobreviure a l'atac i que va tenir la fortalesa, després de ser violada, de treure el cap per la finestra. Va veure escapar Ramírez en una furgoneta Toyota de color taronja, i ho va comunicar a la policia. Casualment un nen, veí de la víctima, havia marcat la matrícula de la furgoneta, ja que aquesta li havia semblat sospitosa. La policia va localitzar la furgoneta i van prendre les empremtes dactilars, coincidents amb la fitxa policial de Ramírez. La ciutat de Los Angeles es va omplir de cartells amb la cara del rondaire nocturn, que en aquells dies estava fora de la ciutat, aliè a l'ordre de caça i captura. A la seva tornada, uns hispans el van reconèixer pel carrer i va estar a punt de morir linxat per aquests; va haver de ser la pròpia policia la que el salvés de l'linxament.
Va ser acusat de 14 assassinats, 5 intents d'assassinat, 9 violacions (entre les quals tres van ser a menors), 2 segrestos (solia segrestar nens per abandonar-los a centenars de quilòmetres de casa, només pel plaer de fer-los patir), 4 actes de sodomia, 2 fel·lacions forçades, 5 robatoris i 14 violacions de domicili. Tot i aquestes dades, s'estima que va actuar en moltes més ocasions, atès que el seu modus operandi no era fàcilment identificable i ell mai va col·laborar amb la policia donant dades dels seus crims.
Finalment el 3 d'octubre de 1989, després de quatre dies de deliberacions, el jurat va votar per la pena de mort per a Richard Ramírez, i el 4 de novembre va ser ratificada la sentència de 19 penes de mort la qual se suposa es duria a terme en el corredor de la mort de la presó de Sant Quentin.
Ramírez va morir d'insuficiència hepàtica a l'Hospital General de Marin a Greenbrae, Califòrnia, el matí del 7 de juny de 2013, amb 53 anys. En el moment de la seva mort, Ramírez portava més de 23 anys condemnat a mort i esperant la seva execució per l'estat de Califòrnia.

## Pel·lícula
L'any 2002 es va estrenar un film, Nightstalker, basat en els assassinats que va cometre Richard Ramírez, encarnat per Bret Roberts. Va ser escrita i dirigida per Chris Fisher.